# Jean Pierre Omer Anne Édouard Perris
Jean Pierre Omer Anne Édouard Perris (Pau, juni 1808 – Mont-de-Marsan, 10 februari 1878) was een Frans amateur entomoloog. 
Perris werkte als office manager bij préfecture de Mont-de-Marsan en was lid van het genootschap voor landbouw,
wetenschappen en kunst in Landes.   

## Publicaties
- Excursion dans les Grands Landes, Lyon, impr. de L. Boitel, 1850.
- Larves de coléoptères, Paris, Deyrolle, 1877.
- Histoire des métamorphoses du "Farsus unicolor Latreille", de l'"Eucnemis Capucinus Alirens" et du "Xyllobus humeralis Dufour", Paris : impr. de Malteste, 1870.
- Rapport sur l'industrie séricicole, Mont-de-Marsan : Leclercq, 1843.
- Histoire des insectes du pin maritime, Paris : Buquet, 1863-...
- Traité de la culture du Mûrier, de l'établissement des magnaneries, de l'éducation des vers à soie et considérations sur la filature et l'emploi de la soie ainsi que de la filoselle, Mont-de-Marsan : Leclercq, 1846.
- Histoire des insectes du Maritime. Diptères, Paris, 1870.
- Histoire des métamorphoses de divers insectes, Liège : H. Dessain, 1855.
- Mémoire sur le siège de l'odorat dans les articulés.
- Quelques mots sur les métamorphoses de coléoptères mycétophages, le Triphyllus punctatus, Fab., le Diphyllus lunatus, Fab., l'Agathidium seminulum, Linn. et l'Eucinetus (Nycteus Latr.) meridionalis, de Castelnau, 1850.

- Bibliothèque nationale de France: cb10368610t (data)
- International Standard Name Identifier: 0000 0003 5595 7128
- Base Léonore: LH//2112/8
- Nederlandse Thesaurus van Auteursnamen: 165727829
- Système universitaire de documentation: 106005561
- Virtual International Authority File: 173207693
- WorldCat: E39PBJc7WFpmC8RvJmHR4cBkjC